# Gašper Berlot
Gašper Berlot, slovenski nordijski kombinatorec, * 6. avgust 1990, Velenje.
Berlot je za Slovenijo nastopil na Zimskih olimpijskih igrah 2010 v Vancouvru, kjer je posamično osvojil dvakrat 37. mesto, tako na veliki, kot tudi srednji skakalnici, in 10 km teka individualno. Na Zimskih olimpijskih igrah 2014 v Sočiju je posamično osvojil  33. in 34. mesto.
V svetovnem pokalu je debitiral leta 2009 ter v isti sezoni osvojil tudi prve točke svetovnega pokala (25. mesto, Val di Fiemme).